# 얀덱스GPT
얀덱스GPT(YandexGPT)는 러시아 회사인 얀덱스 LLC가 개발한 GPT 계열의 인공 신경망이다. 얀덱스GPT는 텍스트를 생성 및 수정하고, 새로운 아이디어를 생성하며, 사용자와의 대화 맥락을 파악할 수 있다.
얀덱스GPT는 인터넷에서 이용 가능한 책, 잡지, 신문 및 기타 공개 소스의 정보를 포함하는 자료 집합을 사용하여 훈련된다. 이 신경망은 사실을 잘못 파악하거나 상상의 내용을 생성할 수도 있지만, 학습을 통해 점점 더 정확한 답변을 생성하게 될 것이다.

## 사용법
얀덱스GPT는 가상 비서 앨리스 (Siri와 알렉사의 유사품)에 통합되어 있으며, 얀덱스 서비스 및 애플리케이션에서 사용할 수 있다.
이 회사는 공개 클라우드 플랫폼인 얀덱스 클라우드를 통해 기업에 신경망의 API에 대한 접근을 제공하며, 이를 기반으로 자체 B2B 솔루션을 개발한다.
2023년 7월부터 800개 기업이 얀덱스GPT의 비공개 테스트에 참여했다. IT 개발자, 은행, 소매업체 및 기타 산업 분야의 기업은 API 및 플레이그라운드(모델 및 가설 테스트를 위한 얀덱스 클라우드 콘솔의 인터페이스) 두 가지 모드로 기술을 사용할 수 있다.
기업에는 두 가지 모델 버전이 제공된다. 하나는 비동기 모드로 작동하며 복잡한 작업을 더 잘 처리할 수 있고, 다른 하나는 실시간으로 빠른 응답을 생성하는 데 적합하다. 그 결과 얀덱스GPT는 콘텐츠 제작, 기술 지원, 챗봇, 가상 비서 생성 등 수십 가지 시나리오에서 테스트되었다.

## 역사
2023년 2월, 얀덱스는 자체적인 챗GPT 생성 신경망 버전을 개발 중이라고 발표했으며, YaLM (Yet another Language Model) 계열의 언어 모델을 개발 중이었다. 이 프로젝트는 잠정적으로 YaLM 2.0으로 명명되었으나, 나중에 얀덱스GPT로 변경되었다.
5월 17일, 회사는 얀덱스GPT(YaGPT)라는 신경망을 공개하고 가상 비서 앨리스가 새로운 언어 모델과 상호 작용할 수 있도록 했다.
2023년 6월 15일, 얀덱스는 얀덱스GPT 언어 모델을 이미지 생성 애플리케이션 셰데브룸에 추가했다. 이를 통해 사용자는 제목, 텍스트 및 관련 삽화가 포함된 완전한 게시물을 생성할 수 있게 되었다.
2023년 7월, 얀덱스GPT는 기업이 가상 비서와 챗봇을 만들고 텍스트를 생성하고 구조화할 수 있는 새로운 기능을 출시했다.
2023년 9월 7일, 얀덱스는 Practical ML Conf에서 언어 모델의 새 버전인 얀덱스GPT 2를 발표했다. 이전 버전에 비해 새 버전은 더 많은 유형의 작업을 수행할 수 있으며 답변의 품질이 향상되었다. 개발자들은 얀덱스GPT 2가 첫 번째 버전보다 67% 더 나은 사용자 질문에 답변했다고 주장했다.
2023년 10월 6일부터 얀덱스GPT는 인터넷에 있는 러시아어 온라인 동영상의 짧은 요약을 생성할 수 있게 되었다. 2분에서 4시간 길이의 동영상을 요약할 수 있으며 음성이 포함된 동영상도 가능하다.